# Monument for H.C. Ørsted
Monument for H.C. Ørsted er en statue af billedhuggeren Jens Adolf Jerichau som er opstillet i Ørstedsparken i København. Statuen forestiller fysikeren H.C. Ørsted, mens han udfører et eksperiment, som viser, at elektrisk strøm påvirker en magnetnål. Nedenfor H.C. Ørsted sidder de tre nordiske skæbnegudinder Urd, Verdande og Skuld. Urd skriver fortiden på en tavle, Verdande spinder nutiden på en ten, og Skuld afventer fremtiden med en runestav.
Monumentet er udført i bronze på en sokkel af granit. Det måler 600 x 500 x 450 cm. Jerichau lavede monumentet i perioden 1860-1871, og det blev afsløret i 1876. Der er en original gipsmodel af statuen på 166 cm på Fyns Kunstmuseum. Bronzen er støbt af bronzestøber Carl Frederik Holm. På forsiden af soklen er teksten: "HANS CHRISTIAN ØRSTED". På den højre side står "FØDT 14 AUGUST 1777" og til venstre "DØD 9 MARTS 1851".